# Bátorová
Bátorová, ungarisch Bátorfalu (bis 1927 slowakisch auch „Bátorovce“) ist eine Gemeinde im Süden der Slowakei mit 328 Einwohnern (Stand 31. Dezember 2024). Sie gehört zum Okres Veľký Krtíš, einem Kreis des Banskobystrický kraj.

## Geographie
Die Gemeinde befindet sich im Talkessel Ipeľská kotlina, einem Teil der größeren Einheit Juhoslovenská kotlina, im Tal des Baches Čebovský potok im Einzugsgebiet des Ipeľ. Das Ortszentrum liegt auf einer Höhe von 157 m n.m. und ist 20 Kilometer von Veľký Krtíš entfernt.
Nachbargemeinden sind Nenince im Norden, Sklabiná im Osten, Záhorce im Südosten, Opatovská Nová Ves im Süden und Trebušovce im Westen.

## Geschichte
Bátorová wurde zum ersten Mal 1277 als Batur de Nene (nach anderen Quellen erst 1478 als Bathor) schriftlich erwähnt und war damals landadliges Gut. Im 18. Jahrhundert war das Dorf Besitz von Familien wie Balogh, Koháry, Kubínyi sowie anderen. 1715 gab es sechs Haushalte, 1828 zählte man 54 Häuser und 330 Einwohner, die als Landwirte und Winzer beschäftigt waren.
Bis 1918/1919 gehörte der im Komitat Hont liegende Ort zum Königreich Ungarn und kam danach zur Tschechoslowakei beziehungsweise heute Slowakei. Auf Grund des Ersten Wiener Schiedsspruchs lag er von 1938 bis 1945 noch einmal in Ungarn.

## Bevölkerung
| Jahr                | 1994 | 2004     | 2014    | 2024     |
| ------------------- | ---- | -------- | ------- | -------- |
| Anzahl der Personen | 413  | 371      | 383     | 328      |
| Unterschied         |      | −10,16 % | +3,23 % | −14,36 % |

| Jahr                | 2023 | 2024    |
| ------------------- | ---- | ------- |
| Anzahl der Personen | 335  | 328     |
| Unterschied         |      | −2,08 % |

Gemäß der Volkszählung 2011 wohnten in Bátorová 362 Einwohner, davon 294 Slowaken und 59 Magyaren. Neun Einwohner machten keine Angabe zur Ethnie. 
315 Einwohner bekannten sich zur Römisch-katholischen Kirche, 20 Einwohner zur Evangelischen Kirche A. B., drei Einwohner zur evangelisch-methodistischen Kirche und ein Einwohner zur altkatholischen Kirche. Ein Einwohner war konfessionslos und bei 22 Einwohnern wurde die Konfession nicht ermittelt.

## Bauwerke
- evangelische Kirche aus dem Jahr 1903[6]